# Eunidia vestigialis
Eunidia vestigialis là một loài bọ cánh cứng trong họ Cerambycidae.